# N671 (België)
De N671 is een gewestweg in de Belgische provincies Luik en Limburg. De weg verbindt de N617 in Luik met de N79 en de N745 in Riemst. De route heeft een lengte van ongeveer 29 kilometer.

## Plaatsen langs de N671
- Luik
- Herstal
- Vivegnis
- Oupeye
- Haccourt
- Lieze
- Eben-Emael
- Zichen-Zussen-Bolder
- Riemst

## N671-varianten
Om het drukke verkeer in goede banen te leiden zijn er rond de N671 verschillende infrastructurele verbindingsstukken en bypasses aangelegd die ieder een eigen nummer hebben gekregen. Deze nummers zijn niet altijd zichtbaar op de borden of kilometerpaaltjes.

### N671a
De N671a verbindt in Luik vanuit zuidelijke richting de N671 via een rotonde en de brug J.F.Kennedy met de N610. De route is ongeveer 600 meter lang.

### N671b
De N671b verbindt in Luik vanuit noordelijke richting de N671 met de rotonde waar de N671a op uitkomt en gaat vervolgens naar het westen om daar aan te sluiten op de N617a. De route is ongeveer 600 meter lang.

### N671c
De N671c loopt in Herstal parallel aan de N671 en vormt op die manier een bypass. De N671c is in beide richtingen te berijden, terwijl de N671 zelf ter plekke alleen in noordelijke richting te berijden is.
De N617c heeft een lengte van ongeveer 1,8 kilometer.

### N671d
De N671d is een verbindingsweg tussen de N671 en de N618 in de plaats Haccourt. De route sluit net niet aan op de N618. Oorspronkelijk was dit een verbindingslus van de N671 richting Visé. De route had een lengte van ongeveer 150 meter.

### N671e
De N671e is een verbindingsweg in Herstal tussen de N671 en de N671c. De route heeft een lengte van ongeveer 120 meter.

### N671f
De N671f is een aftakking van de N671c in Herstal. De route verloopt via de Avenue du Pont en sluit na 130 meter aan op de N671h. De gehele N671f is ingericht als eenrichtingsverkeersweg.

### N671h
De N671h is een verbindingsweg tussen de N617c en N617 in Herstal. De route gaat over de Rue du Prince en heeft een lengte van ongeveer 90 meter.

### N671z
De N671z is een onderdeel van N671 in Luik. De 550 meter lange route is ingericht als eenrichtingsverkeersweg in zuidelijke richting. Verkeer dat gebruik van de Pont Atlas-brug wil maken vanuit Herstal komend moet met een verbindingslusje terug over de N671.